# 加尔默斯加滕
加尔默斯加滕是德国巴伐利亚州的一个市镇。总面积15.18平方公里，总人口791人，其中男性384人，女性407人（2011年12月31日），人口密度52人/平方公里。